# برلینگتن (کارولینای شمالی)
لینگتن (به انگلیسی: Burlington) شهری در ایالت کارولینای شمالی کشور ایالات متحده آمریکا است که جمعیت آن در سرشماری سال ۲۰۱۰ میلادی، ۴۹٬۹۶۳ نفر بوده‌است.